# NGC 1584
NGC 1584 (również PGC 15180) – galaktyka eliptyczna (E-S0), znajdująca się w gwiazdozbiorze Erydanu. Odkrył ją 17 października 1885 roku Francis Leavenworth.